# Passer insularis
Passer insularis là một loài chim trong họ Passeridae.